# Сандра Пак
Пак Сандара (кор.: хангиль: 박산다라; нар. 12 листопада 1984), відома як Дара (다라), — південнокорейська співачка, акторка і телеведуча. Здобула популярність на Філіппінах як учасниця оригінального шоу талантів ABS-CBN Star Circle Quest у 2004 році, після чого мала успішну акторську та співочу кар'єру, повернулася до Південної Кореї у 2007 році. Дебютувала в Кореї у 2009 році як учасниця K-pop гурту 2NE1, який згодом став одним з найпопулярніших жіночих гуртів Південної Кореї. Пак є однією з найвідоміших корейських знаменитостей на Філіппінах і визнана однією з провідних фігур у поширенні корейської хвилі в країні.
У 2004 році Пак випустила свій перший мініальбом Sandara, який був проданий тиражем понад 100 000 фізичних копій, що зробило його єдиним альбомом південнокорейської виконавиці, який отримав платиновий сертифікат Філіппінської асоціації звукозаписної індустрії (PARI). З 2004 по 2007 рік вона знімалася в кількох філіппінських фільмах, у тому числі у фільмі Bcuz of U, за який отримала нагороду за найкращу нову жіночу роль на 21-й церемонії вручення нагород PMPC Star Awards for Movies. У 2009 році Пак випустила свій перший корейський сингл Kiss за участю співучасниці 2NE1 CL.
Перерва у 2NE1 у 2015 році дозволила Пак зосередитись на своїй телевізійній кар'єрі. Вона спробувала себе у ролі ведучої південнокорейського вар'єте-шоу Two Yoo Project Sugar Man і ролі судді на філіппінському шоу талантів Pinoy Boyband Superstar. Також знімалася в кількох вебсеріалах, у тому числі Dr. Ian (2016), за який отримала нагороду за найкращу жіночу роль на корейському вебфестивалі.
Після розпуску 2NE1 наприкінці 2016 року Пак продовжила свій контракт з YG Entertainment до травня 2021 року. У вересні компанія Abyss оголосила, що Парк приєднається до агентства. У липні 2023 року вона випустила свій перший альбом у Південній Кореї з цифровим EP Sandara Park, який містив сингл Festival. Після реформування 2NE1 у липні 2024 року Парк збиралася відновитися у групі під керівництвом YG Entertainment.

## Дитинство та юність
Сандара Пак народилася 12 листопада 1984 року в районі Пусанджін, Пусан, Південна Корея. Її незвичайне трискладове ім'я означає «мудра і розумна» і засноване на дитячому прізвиську генерала VII-го століття Кіма Юсіна. У неї є брат Тандер, колишній учасник кей-поп гурту MBLAQ, і молодша сестра Дурамі. Окрім рідної корейської, вона також вільно володіє тагальською та англійською мовами.
Сім'я Пак переїхала в Тегу в 1993 році. Однак батько Пак не зміг звести кінці з кінцями, і в 1994 році сім'я переїхала на Філіппіни в надії на працевлаштування батька. За словами Пак, спочатку вона була самотньою на Філіппінах, оскільки не вільно володіла філіппінською мовою, і її вимова була поганою. Пізніше вона розповіла, що наполегливо працювала, щоб виправити свою вимову в надії одного разу стати знаменитістю, про що мріяла відтоді, як почула бойз-бенд K-pop Seo Taiji and Boys у 1992 році.

## Кар'єра

### 2004—2013:Star Circle Quest, філіппінський успіх і 2NE1

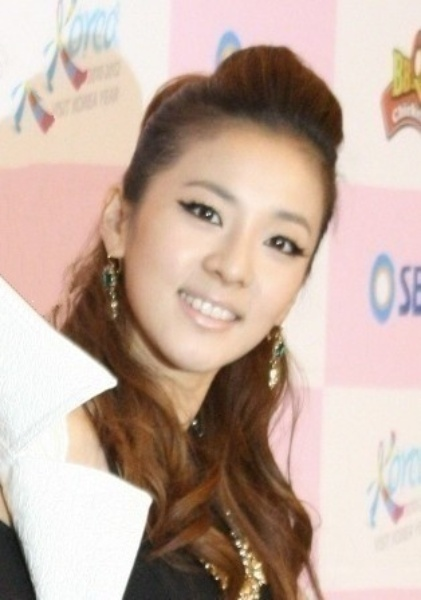
Сандара Пак, 2009 рік

У 2004 році Пак познайомилася з філіппінською акторкою Полін Луна, яка заохотила її пройти прослуховування для Star Circle Quest, телевізійної програми пошуку талантів на ABS-CBN. Протягом сезону Пак кілька разів уникала вибуття та потрапила до фінальної десятки учасників. Під час останнього відбіркового раунду Пак отримала приблизно півмільйона голосів і фінішувала на другому місці, поступившись Геро Анджелесу.
Після шоу Пак підписала контракт із дочірньою компанією ABS-CBN, Star Magic. Вона знялася у своєму першому фільмі, романтичній комедії Bcuz of U, з героєм Анджелесом. За свою гру Пак отримала нагороду за найкращу нову жіночу роль на 21-й кінопремії PMPC Star Award for Movies. Пак і Геро Анджелес знову співпрацювали у фільмі 2005 року Can This Be Love, який зібрав майже 100 мільйонів філіппінських песо. Її третім фільмом був D' Lucky Ones 2006 року, в якому вона грала в парі з випускником Star Circle Quest Джозефом Бітангколом. Того ж року її четвертий фільм, Super Noypi, був показаний у грудні на 32-му кінофестивалі Metro Manila Film Festival.
Пак також розпочала музичну кар'єру на Філіппінах і випустила однойменний шестикомпозиційний альбом Sandara, який включав новий танцювальний хіт In or Out, пісню, яка пародіювала її враження від Star Circle Quest. Альбом розійшовся тиражем понад 100 000 фізичних копій, що зробило його єдиним альбомом південнокорейського виконавця, який отримав статус платинового від Філіппінської асоціації звукозаписної індустрії. Пак залишила філіппінський шоубізнес і повернулася до Південної Кореї з родиною у 2007 році, оскільки їй не запропонували продовжити контракт із Star Magic. Незабаром після цього вона підписала контракт з YG Entertainment, генеральний директор якого Ян Хюн Сук шукав контактів з нею ще у 2004 році, після того, як вона з'явилася в документальному фільмі KBS.
Пак взяла сценічний псевдонім Dara і разом з Bom, CL і Minzy дебютувала як K-pop група 2NE1 у 2009 році. Група співпрацювала з колегами по лейблу Big Bang для рекламного синглу Lollipop, перш ніж офіційно дебютувати зі своїм першим синглом Fire. Того ж року група випустила свій перший мініальбом 2NE1 і досягла значного успіху з хітом I Don't Care, який отримав нагороду Пісня року на Mnet Asian Music Awards 2009.

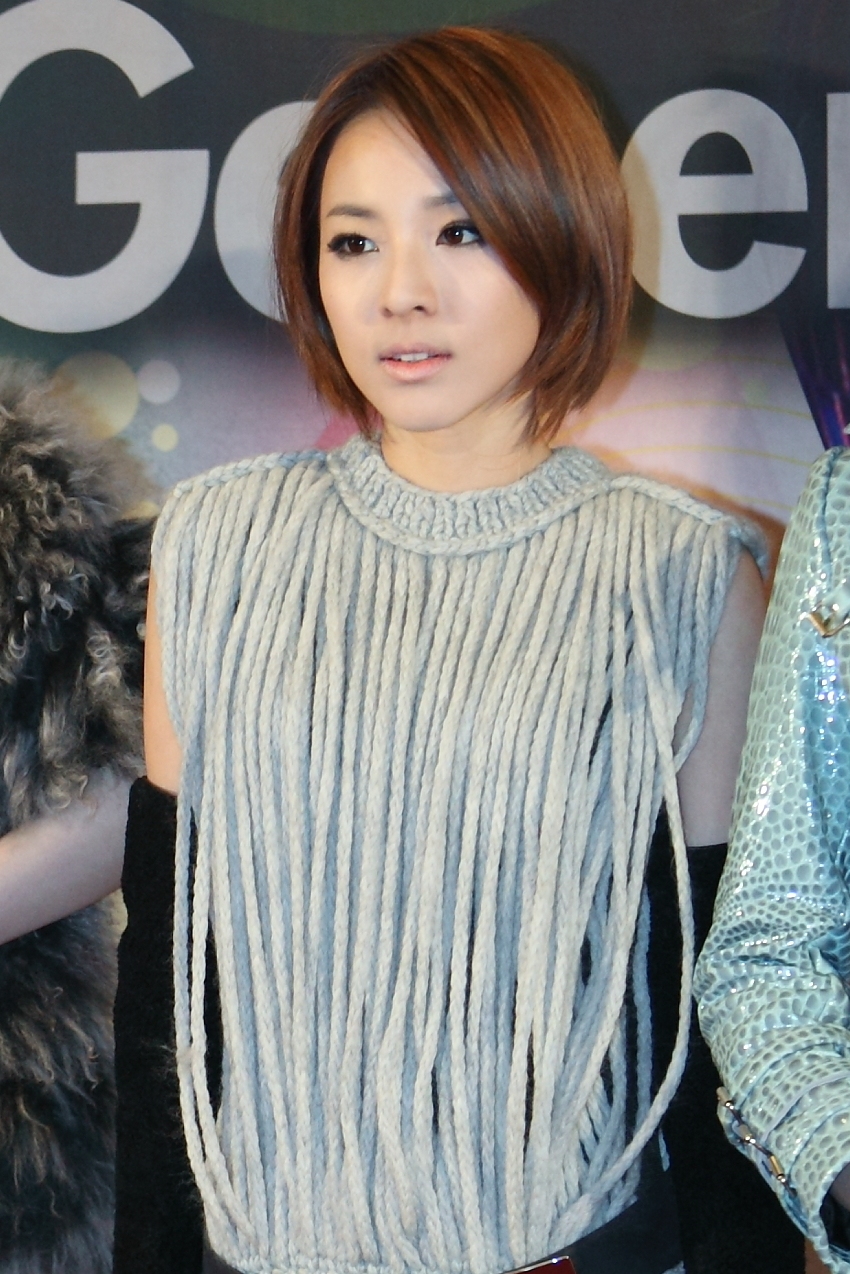
Парк на церемонії вручення нагород Melon Music Awards, 2010 рік

У 2009 році у Пак також відбувся сольний корейський дебют. Вона була залучена в синглі Hello альбому Heartbreaker учасника BigBang G-Dragon, а пізніше випустила свій перший сольний сингл Kiss, у якому учасниця 2NE1 CL виступала як реперка. Ця пісня була використана у відео рекламі Cass Beer, у якому Пак знялася разом з актором Лі Мін Хо. Відео стало популярним завдяки сцені поцілунку між двома виконавцями, а сингл очолив південнокорейські музичні чарти. Пак знову об'єдналася з учасником BigBang у 2010 році, коли з'явилася в головній жіночій ролі у музичному кліпі Теянга I Need A Girl.

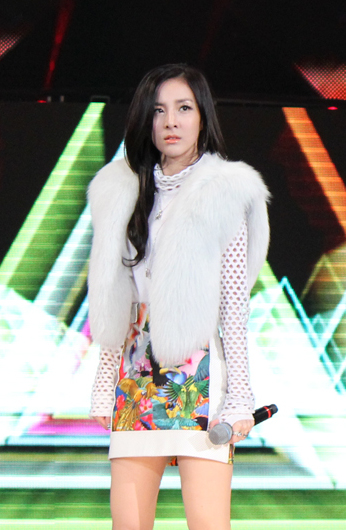
Пак виступає з 2NE1 у Каліфорнії в листопаді 2012 року

Одночасно з цим 2NE1 продовжували випускати хітові альбоми та пісні, зокрема I Am the Best(2011), I Love You(2012) і Falling in Love(2013), які очолювали хіт-паради в Південній Кореї і зробили групу другим південнокорейським виконавцем після Psy, який очолив американський чарт Billboard. У результаті зростання популярності 2NE1 попередні філіппінські фільми Пак Bcuz of U, Can This Be Love і D' Lucky Ones були показані в Південній Кореї у 2012 році.

### 2014—2015: Повернення на Філіппіни, оновлена акторська робота таSugar Man
У травні 2014 року ABS-CBN оголосила, що Пак буде гостею у Pinoy Big Brother, що викликало ажіотаж у соціальних медіа, зокрема у Twitter. Вона зіграла в шоу 15 травня, а пізніше з'явилася як гостьова зірка в телевізійній трансляції All In Über під час прямого епізоду.
Повернувшись до Південної Кореї, Пак замінила близьку подругу Ю Ін-на як ді-джейку її радіопрограми Let's Crank Up the Volume з травня по червень через нестикування в розкладі. Пізніше того ж року Пак несподівано з'явилася в епізодичній ролі в останньому епізоді високо оціненої корейської драми Моє кохання із зірки. 12 листопада 2014 року BeFunny Studios випустила неоголошений мінісеріал із трьох частин із Стівеном Йоном (з фільму Ходячі мерці) і Пак з назвою Що їсть Стівена Йона. Пак зіграла роль американської дівчини Стівена Йона, яка залишилася без уваги, оскільки її хлопець робить кар'єру в Мокпан, популярному корейському інтернет-проєкті, де зазвичай привабливі люди їдять перед вебкамерою. Комедійний ескіз став вірусним і набрав понад мільйон переглядів за кілька днів після виходу.
У 2015 році, через сім років після своєї останньої акторської ролі, Пак повернулася на екран у вебдрамі Dr. Ian, де зіграла разом з Кім Йон Кван. Очікування були високі, оскільки в серіалі Пак зіграла свою першу головну роль після повернення до Південної Кореї разом із залученням режисера Квон Хьок Чана (Таємний сад, Повелитель сонця). Серіал мав всесвітню популярність, не лише в Кореї, а й у Сполучених Штатах, Тайвані та Таїланді, перевищивши 500 000 переглядів протягом трьох днів після трансляції. Пак стала першою акторкою, яка отримала нагороду Найкраща акторка на фестивалі K-web за свою гру.
Того ж місяця Пак виступила на сцені колег по лейблу Джінусин для їхнього синглу Tell Me з альбому You Hee-yeol's Sketchbook. Її природне виконання вразило гурт, що призвело до другої співпраці, де Пак виступила на сцені з піснею Tell Me One More Time замість співачки Джанг Хани на музичному шоу KBS2 1 травня. Потім Пак зіграла свою другу головну роль у вебдрамі We Broke Up, заснованій на однойменному вебмультфільмі. Вона зіграла роль Но Ву-рі, оптимістичної та яскравої дівчини, яка готується влаштуватися на роботу. Прем'єра серіалу відбулася в червні та мала успіх, ставши четвертою за популярністю вебдрамою на Naver із 16 мільйонами переглядів. Завдяки успіху акторський склад 17 серпня влаштував персональний мініконцерт. Пак також знялася в епізодичній ролі в телевізійному серіалі Продюсери, зігравши вигадану учасницю естрадної програми 2 Days & 1 Night разом зі своєю колегою по We Broke Up Кан Син Юн.
15 вересня 2015 року Пак зіграла разом зі зіркою серіалу Палац Кімом Чоном Хуном у фільмі Зникла Корея, романтичній комедії, яка розгортається у вигаданому 2020 році, в якому Північ і Південь працюють над об'єднанням через неурядові обміни та економічну співпрацю, що призвело до першого в історії «Спільного конкурсу Міс Корея між Північчю та Півднем». Хоча ця роль Пак не була настільки успішною на світовому ринку, як ролі її попередніх вебдрам, вона отримала акторське визнання та ще одну номінацію за Найкращу жіночу роль на фестивалі K-web 2016 року, зробивши її першою акторкою, яка стала кумиром, номінованою на нагороду за наступні роки.
Пак приєдналася до вар'єте-шоу JTBC Sugar Man з 2015 по 2016 рік разом із Ю Чже Соком, Ю Хі Йоль і Кім Іна як співведуча. Перший епізод вийшов в ефір 20 жовтня. Продюсерська група заявила: «Ми вважаємо, що Сандара Пак має унікальну силу, яка охоплює емоції молодого покоління та спогади старшого покоління. Ми передбачаємо, що вона активно випромінюватиме нові, ніколи раніше не бачені чари». Завдяки її участі в ролі директора зі зв'язків з громадськістю YG Entertainment такі артисти, як Акму, Winner, iKon і Лі Хі, змогли виступити в шоу, а під час епізоду, на якому Пак не була присутня, подруга і колега-акторка Ю Інна замінила її.

### 2016–тепер: розпуск 2NE1, дебют у вітчизняному кіно, перший сольний концерт і нове агентство
2016 рік Пак розпочала з появи в драмі MBC One More Happy Ending у ролі коханої, але розпещеної зірки популярного жіночого гурту. Продюсер драми мав труднощі з підбором акторки, яка могла б зіграти роль, оскільки краса персонажки мала затьмарити персонажів, яких грають такі акторки, як Ю Ін-на, Чан На Ра, Ю Да Ін і Со Ін Йон. Саме завдяки Ю Ін-на вони зв'язалися, і питання було вирішено. Пак також брала участь у рекламному синглі Loving U як частині саундтреку до драми. Пак офіційно підвищили з посади директора зі зв'язків із громадськістю YG Entertainment до директора. Потім Пак приєдналася до журі реаліті-шоу співаків ABS-CBN Pinoy Boyband Superstar разом із найкращими філіппінськими зірками Єнгом Константіно, Віце Гандою та Агою Мулах. Шоу базується на форматі, створеному Саймоном Ковелом, і вперше було показано в США через La Banda. Прем'єра шоу відбулася 10 вересня, і воно стало найпопулярнішою програмою вихідного дня і другою за кількістю телеглядачів програмою в країні. Оскільки знімання шоу ще тривали наступного дня після того, як 2NE1 оголосили про розпуск, Пак стала першою учасницею, яка прокоментувала це, передавши 26 листопада 2016 року шанувальникам рукописного листа англійською мовою та дозволивши їм завантажити вміст від її імені. YG також заявили, що Пак і CL підписали сольні контракти, натякаючи на відхід Пак Бом з компанії.

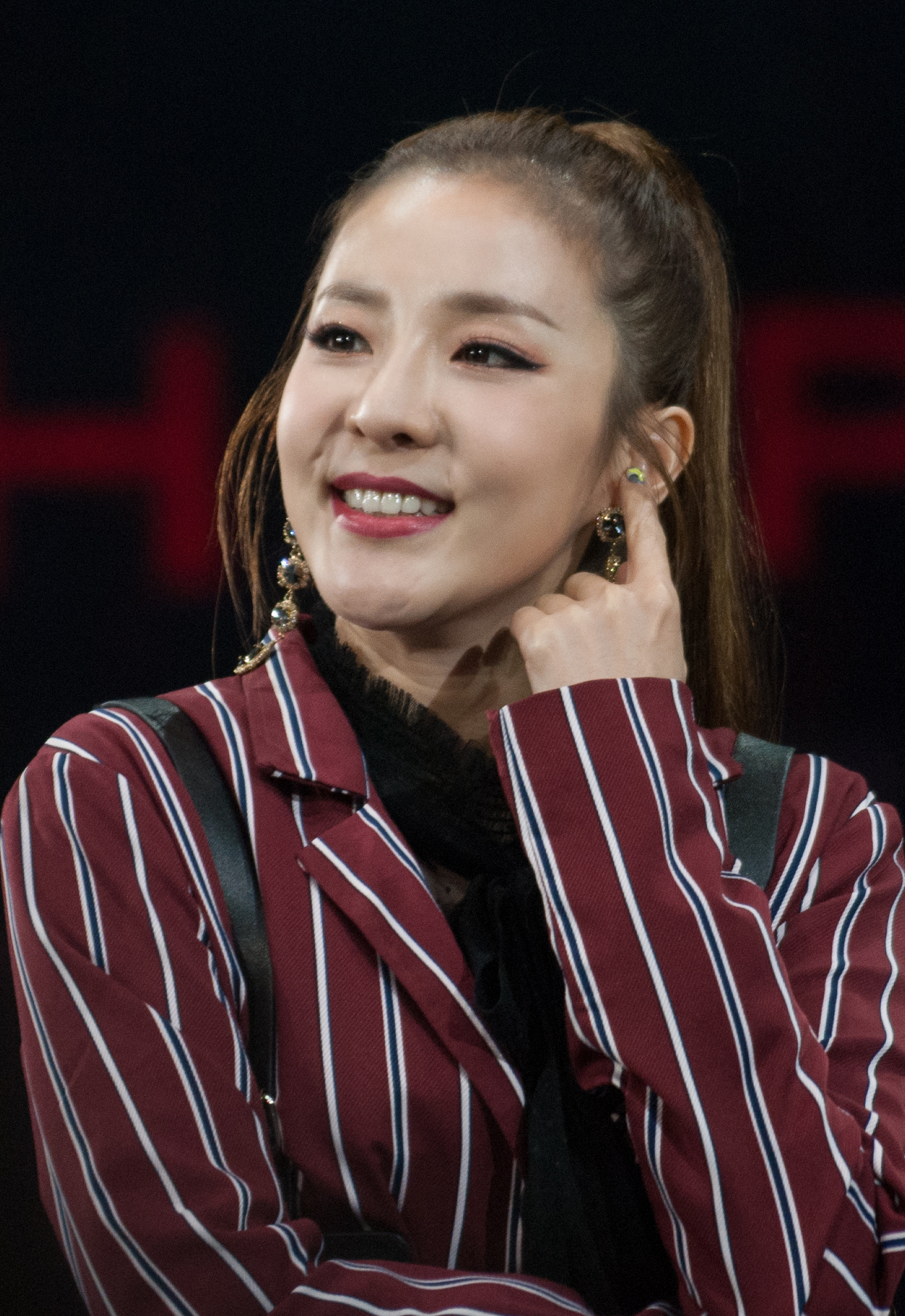
Пак на Penshoppe Fan Con у 2018 році

У 2017 році Пак стала ведучою програми краси OnStyle Get It Beauty разом із Лі Хані та Кім Се Чжон із Гугудана. Потім Пак зіграла разом з Хан Чже Соком у своєму дебютному вітчизняному фільмі One Step. Фільм оголошений як корейський рімейк Почати знову. Пак зіграла Сі-Хюн, продавчиню мінімаркету, яка шукає таємничу мелодію, яку чує щоночі уві сні, і зустрічає продюсера інтернет-програми, який намагається допомогти їй знайти музику. Прем'єра фільму відбулася в Південній Кореї 6 квітня 2017 року, 10 травня на Філіппінах. Пак отримала похвалу за акторську гру від режисера Чон Чже Хонга, який зазначив, що вона мала лише одну повторну зйомку під час знімання завдяки своєму професіоналізму. Пак брала участь в іншому проєкті OnStyle Relationship Appeal, де вона розглядала актуальні теми та подорожі до популярних туристичних місць. Суперечка виникла, коли були зроблені грубі зауваження на адресу Пак під час співпраці MBC SeMoBang: All Broadcasting in the World з мобільною командою Piki Pictures This is Real. Відповідно до концепції, головні герої мали «підслухати» конструктивну критику звичайних користувачів мережі (обраних командою This is Real), розділивши дві групи тонкою стіною. Глядачі, які дивилися програму, критикували вибір команд і висловлювали невдоволення зауваженнями, оскільки вони вважалися особистими нападками, зробленими в суб'єктивній формі. Невдовзі Piki Pictures перепросили, а MBC видалило відео з інцидентом. Пак завершила рік, виконавши минулі хіти 2NE1 на сольному хедлайнерському концерті через рік після розпуску групи.
Свою першу мейнстримну роль на великому екрані Пак зіграла в екранізації популярного вебмультфільму Cheese in the Trap як найкраща подруга героїні, Чан Бо-ра. Прем'єра фільму відбулася виключно в кінотеатрах CGV 14 березня і потрапила до п'ятірки найкращих за касовими зборами на вихідних. Після цього послідувала головна роль в інді-фільмі про вампірів режисера Лі Вон Джуна 107-й рік ночі, який отримав нагороду в категорії Іноземний трилер на Міжнародному фестивалі фільмів жахів у 2018 році серед короткометражних фільмів у Клівленді, штат Огайо, США. Протягом року Пак з'являлася на телебаченні з Mimi Shop, Borrowing Trouble та MBC Real Man 300.
У січні 2019 року Пак була спеціальною гостею і виступила на підтримку колеги по лейблу Сингрі під час його туру Гонконгом і Манілою The Great Seungri. Протягом цього місяця Пак стала постійною співведучою повністю жіночого ток-шоу Video Star. Пак возз'єдналася з колишньою колегою по групі 2NE1 Пак Бом для запису синглу Spring, який був випущений 13 березня. Пак також стала суддею та радницею у Stage K, естрадному телешоу K-pop Challenge, прем'єра якого відбулася у квітні 2019 року. У 2020 році Пак здійснила свій музичний дебют через сценічну адаптацію драми Another Oh Hae-young (tvN) і знялася в епізодичній ролі в мелодрамі Shall We Have Dinner Together як пацієнтка, яка шукає допомоги, щоб виправити свої харчові звички. Також стала співведучою корейської програми Idol League з лідером BtoB Инкваном.

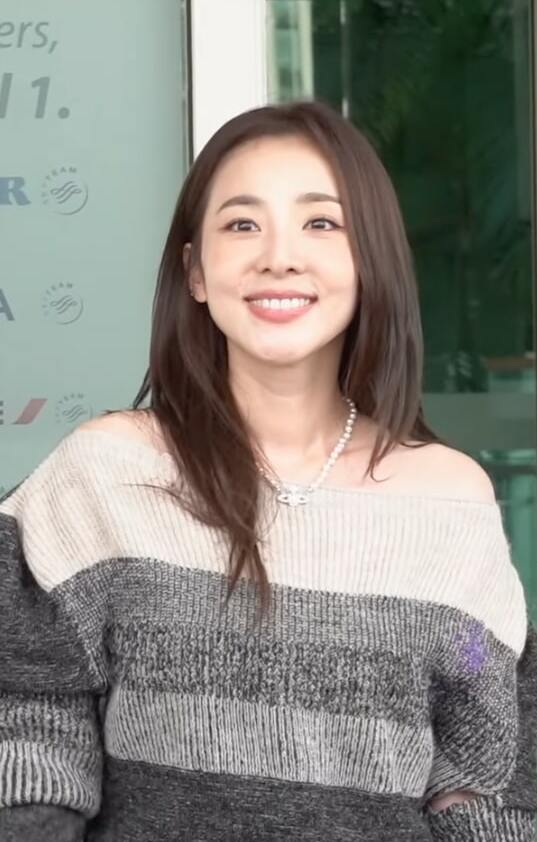
Пак, 2022 рік

У березні 2021 року було оголошено акторський склад інтерактивного ситкому під назвою On Air — The Secret Contract, Пак оголошено у головній жіночій ролі Шин Ву-рі, письменниці, яка знає таємницю діджея Аарона, зарозумілого головного кумира, якого зіграв актор Хонг Джу Чан. 14 травня 2021 року Пак оголосила, ща залишає YG Entertainment через закінчення терміну ексклюзивного контракту. 1 вересня 2021 року компанія Abyss підписала з Пак ексклюзивний контракт. 23 червня 2023 року Пак оголосила, що її однойменна корейська розширена п'єса (EP) Sandara Park вийде наступного місяця, 12 липня. У листопаді 2024 року Пак знову повернулася на Філіппіни в рамках туру Welcome Back Tour 2NE1 на SM Mall of Asia Arena.

## Публічний імідж і вплив
Сандара Пак вважається однією з провідних фігур у поширенні корейської хвилі на Філіппінах. SunStar писав, що успіх Пак в країні «викликав величезний інтерес до корейської музики серед філіппінців, що призвело до поширення корейської культури та зв'язку з народом Філіппін». Її порівнюють із південнокорейською співачкою БoA через схожий успіх між ними, оскільки БoA була першою корейською артисткою, яка пробилася на японський ринок. На Філіппінах її охрестили Pambansáng Krung Krung (що означає «національна божевільна» або «унікальна особистість»), а її популярність у регіоні порівнюють зі славою коміка Ю Дже Сока в Південній Кореї.

### Обличчя
У масовій культурі Сандара є символом дитячого обличчя серед знаменитостей і громадськості, тобто особи, яка виглядає молодшою за свій справжній вік. Попри те, що Сандара народилася на початку 80-х, відомо, що вона перемагає інших конкурентів в опитуваннях, часто з великою різницею у віці, тому отримала прізвисько «вампір» за свою молоду шкіру та вигляд. Її відзначають ідеальні пропорції обличчя, які пластичні хірурги називають золотим перерізом. Підтверджуючи якість її шкіри, її описували як популярний вибір як для рекламодавців, так і для споживачів, яких приваблювало її чисте обличчя без пор. У 2012 році вона була оголошена однією з найкрасивіших жінок свого часу (1980-ті роки).

### Мода
Пак має деякі з найбільш знакових і незабутніх стилів у корейській індустрії, починаючи від її фірмового макіяжу очей із підсвічуванням хвоста до її сміливих зачісок та одягу. Її перша поява в Lollipop із зачіскою у вигляді пальми, яку називають піонером нетрадиційних тенденцій, стала найвідомішим і широко пародійованим стилем у 2009 році та залишається культовою частиною K-pop. Зокрема, її образ 2012 року, для якого вона поголила частину своїх фірмових пасм для рекламного синглу I Love You, привернув масову увагу ЗМІ та спочатку викликав неоднозначну реакцію, але, проте, його похвалили за його приголомшливий фактор і стиль, що суперечить типовому «вигляду» жіночої групи. Стиль вважається її найбільш помітним перетворенням.

## Інша діяльність

### Підтримки та просування

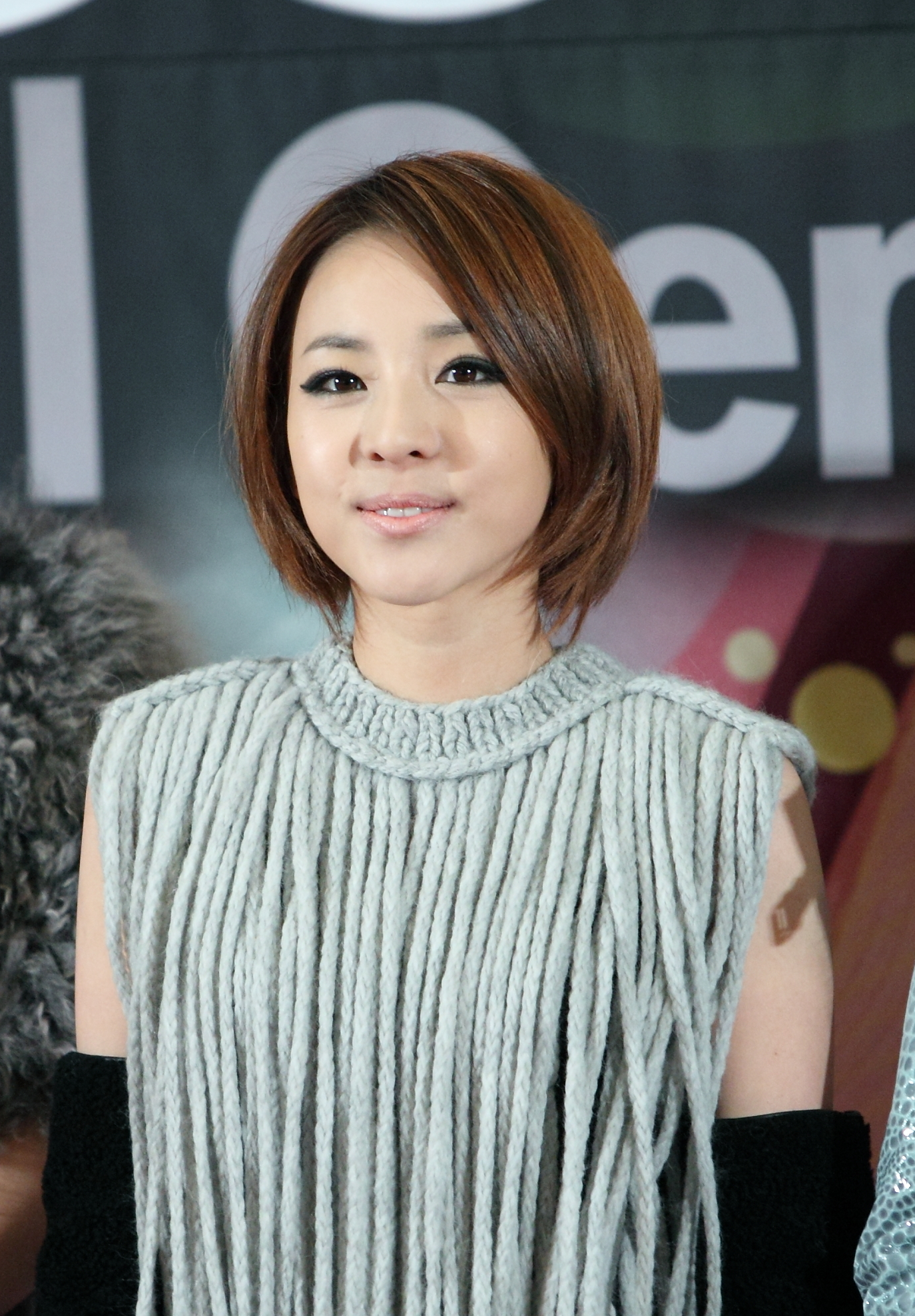
«Молодий» вигляд Пак дозволяє її рекламувати різні косметичні продукти.

Пак є однією із найпопулярніших осіб як на Філіппінах, так і в Південній Кореї, вона знялася в багатьох телевізійних рекламних і друкованих оголошеннях протягом своєї кар'єри. Величезна популярність Пак призвела до того, що вона миттєво підписала багато філіппінських та іноземних угод про рекламу, починаючи від засобів особистої гігієни та харчових продуктів до товарів повсякденного попиту. Її перша підтримка була для ручок Dong-A. Разом з іншими фіналістами квесту Star Circle Quest Пак була моделлю для BNY Jeans і підтримувала їх у 2004 році. Вона працювала обличчям Tekki Asian Classic Noodles і допомагала просувати Canon, японський бренд камер, який прагне зміцнити свої позиції на Філіппінах. Вона схвалила жіночі серветки Confident і шампунь Rejoice. На додаток до реклами шампуню, Пак також записала сингл для супроводу бренду. Пак також проводила кампанію для Maxi-Peel разом із Крістін Гермоса. Після відродження своєї кар'єри як учасниці 2NE1 Сандара підтримувала відомі місцеві бренди без групи. У 2009 році вона разом з актором Лі Мін Хо стала рекламною моделлю для серії пива Cass від Oriental Brewery, одного з найвідоміших алкогольних напоїв Кореї. Щоб сприяти просуванню пива записала супровідне відео й пісню.
Під час реклами разом із 2NE1 для дочірньої компанії Mitsubishi Nikon Corporation, Пак була обрана виключно як їхня основна модель для нової камери Nikon Coolpix p300. Донгкук Кім, бренд-менеджер корейської компанії Nikon, заявила, що підписання угоди з нею підвищить «привабливість» їхніх продуктів і мотивуватиме покупців купувати їхні речі. Після дебюту її кампанії компанія повідомила про значне збільшення продажів, що поставило їх на друге місце за Samsung, найбільшим бізнес-конгломератом у Південній Кореї, у 2012 році. Компанія назвала камеру на її честь, Sandara Digicam. Пак також добре відома тим, що підтримує бренди косметики. Попри те, що вона уже працювала з Etude House у 2010 році разом із її групою, бренд косметики прагнув продовжити співпрацю з нею ще на два роки, вірячи, що її імідж матиме «добрий вплив» на потенційних покупців. Під час її підтримки в Etude бренд зміг конкурувати з популярними місцевими косметичними компаніями та отримав міжнародний успіх. Парасолька з назвою Sweet Bunny була доступна в Інтернеті та в магазинах для покупців, які заплатили за певну кількість товарів. Обмежена спеціальна пропозиція не тільки збільшила продажі Etude House, але й залучила іноземних споживачів, які через кілька хвилин після того, як побачили, що Пак тримала предмет, відвідували південнокорейські магазини спеціально, щоб купити парасольку. За тиждень Etude House продав понад 40 000 парасольок, зрештою розпродавши продукт. Представник назвав реакцію громадськості «дивною». Бренд макіяжу отримав кілька вебнагород за свої досягнення в маркетингу, послугах і макіяжі.
У 2013 році Сандара стала новою моделлю макіяжу для Clio, відомої косметичної компанії, заснованої в 1993 році. Відразу після цього сайти зафіксували зростання продажів, а її макіяж із «кривавої серії» став лідером продажів. Наступного року була випущена туш компанії Salon de Cara, моделлю якої була Пак, і за три тижні було розпродано 130 000 одиниць із початкового запасу по всій країні. Протягом наступних місяців туш розійшлася в рекордні 300 000 одиниць. 14 листопада на знак подяки покупцям відбувся фан-захід. Тоді Clio завершила рік чотирма нагородами, три з яких були пов'язані безпосередньо з Пак.
У 2015 році Пак приєдналася до таких супермоделей, як Кара Делевінь, Шон О'Прай та фотомодель/телевізійна особа Кендалл Дженнер як амбасадорка Penshoppe. Наступного року Пак і G-Dragon були обрані ексклюзивними моделями для косметичного бренду Moonshot, який раніше запустив у 2014 році YG Plus, дочірня компанія YG Entertainment. Через кілька днів після запуску, продукт був розпроданий і вимагав негайного поповнення запасів. Представник Moonshot зазначив, що це був перший раз, коли їхня продукція покидала магазини з такою високою швидкістю, і що загальні прибутки значно зросли. У червні 2016 року Пак стала новим індоссантом американського бренду шампунів Head&Shoulders. У 2017 році вона стала амбасадоркою корейсько-філіппінської дружби, а у 2023 році — корейської спільноти зі зв'язків з громадськістю.
Окрім того, Пак підтримувала Adidas, 11st, Intel, Baskin-Robbins, італійський спортивний бренд Fila, Samsung, Yamaha, Bean Pole і Wii зі своєю групою.

### Філантропія
Кожного Нового року Парк регулярно виступає волонтером для щорічної благодійної акції. У листопаді 2013 року Дара та її брат підтримали кампанію «WEGENERATION», щоб допомогти постраждалим від тайфуну Хайян. Довгий час вважаючи Філіппіни своїм другим домом після того, як провели там своє дитинство, брат й сестри Пак відреагували на безвихідну ситуацію, співпрацюючи з «WEGENERATION» і благодійною організацією «World Share», щоб запустити онлайн-систему збору коштів для екстреної допомоги. До січня вони зібрали 3 мільйони вон (116 721 ₱) для тих, хто вижив.
У 2016 році вона волонтерила у дитячій реабілітаційній лікарні Фонду Пурме, передавши дітям подарунки, які їй роками дарували шанувальники. У жовтні 2020 року Пак пожертвувала 30 000 масок для обличчя Корейській асоціації дітей з невиліковними захворюваннями, WE START і Корейському дитячому фонду боротьби з раком. Маски передали онкохворим дітям, щоб захистити від COVID-19.

## Особисте життя
Під час рекламного візиту з 2NE1 Пак потрапила у зону дії великого тохокуського землетрусу та цунамі, які спустошили Японію у 2011 році. Почуваючись погано, Пак залишалася на 34-му поверсі готелю, в якому вона та її учасники зупинялися, коли стався землетрус. Їй вдалося зв'язатися з CL за допомогою готельного телефону, що спонукало CL врятувати її. За допомогою співробітника вони зійшли з 34 поверху і були переведені в безпечніше місце. Завдяки цій історії дівчата були включені до списку Fuse 14 жіночих дружб у музиці.

## Дискографія

### Розширені п'єси
| Назва        | Подробиці | Продажі        | Сертифікати        |
| ------------ | --- | -------------- | ------------------ |
| Sandara      | - Випущено: 1 липня 2004 (PHL) - Повторний випуск: 31 грудня 2004 - Перевипущено (Ang Ganda Ko): 31 грудня 2005 - Формати: CD, цифрове завантаження - Лейбл: Star Music | - PHL: 100 000 | - PARI: 2× Платина |
| Sandara Park | - Випущено: 12 липня 2023 р. (KOR) - Позначка: Компанія Бездна - Формати: цифрове завантаження, потокове передавання                                                    | -              | -                  |

### Сингли

#### Сольні
| Назва                                                                               | Рік      | пік позиції | пік позиції | Альбом            |
| Назва                                                                               | Рік      | КОР         | Billboard   | Альбом            |
| ----------------------------------------------------------------------------------- | -------- | ----------- | ----------- | ----------------- |
| «In or Out»                                                                         | 2004 рік | —           | —           | Sandara           |
| «Walang Sabit»                                                                      | 2004 рік | —           | —           | Sandara           |
| «Ang Ganda Ko»                                                                      | 2005 рік | —           | —           | Sandara           |
| «Kiss» (разом з CL)                                                                 | 2009 рік | 73          | —           | To Anyone         |
| «Перший сніг» (첫눈) (разом з Пак Бом)                                              | 2019 рік | 168         | 19          | Сингл без альбому |
| «Festival»                                                                          | 2023 рік | —           | —           | Sandara Park      |
| «2 Proud» (разом з apl.de.ap)                                                       | 2024 рік | —           | —           | Сингл без альбому |
| «—» позначає релізи, які не потрапили в чарти або не були випущені в цьому регіоні. |          |             |             |                   |

#### Як артистка
| Назва                                                                                | рік      | Пікові позиції в чарті | Пікові позиції в чарті | Альбом                                       |
| Назва                                                                                | рік      | КОР                    | Світ                   | Альбом                                       |
| ------------------------------------------------------------------------------------ | -------- | ---------------------- | ---------------------- | -------------------------------------------- |
| «Hello» (G-Dragon разом з Dara)                                                      | 2009 рік | —                      | —                      | Heartbreaker                                 |
| «Love Love Love» (Версія японською) (Epik High разом із Dara)                        | 2016 рік | —                      | —                      | The Best of Epik High - Show Must Go On & On |
| «Spring» (Park Bom разом з Sandara Park)                                             | 2019 рік | 3                      | 2                      | Spring                                       |
| «—» позначає випуски, які не потрапили в чарти або не були випущені в цьому регіоні. |          |                        |                        |                                              |

### Інші пісні в чартах
| Назва          | Рік  | Пік позиції | Альбом       |
| Назва          | Рік  | KOR Down.   | Альбом       |
| -------------- | ---- | ----------- | ------------ |
| «T Map»        | 2023 | 128         | Sandara Park |
| «Dara Dara»    | 2023 | 146         | Sandara Park |
| «Play!»        | 2023 | 152         | Sandara Park |
| «Happy Ending» | 2023 | 155         | Sandara Park |

### Саундтреки
| Назва                                                                                | Рік  | Позиція в чарті | Альбом                    |
| Назва                                                                                | Рік  | KOR             | Альбом                    |
| ------------------------------------------------------------------------------------ | ---- | --------------- | ------------------------- |
| «Two of Us» (разом з Kang Seung-yoon)                                                | 2015 | —               | We Broke Up OST           |
| «We Broke Up» (разом з Kang Seung-yoon)                                              | 2015 | —               | We Broke Up OST           |
| «Always For You» (Angels feat. Dara, Jang Na-ra, Yoo Da-in, Yoo In-na, Seo In-young) | 2016 | —               | One More Happy Ending OST |
| «Song of Memory» (разом з Han Jae-suk)                                               | 2017 | —               | One Step OST              |
| «One Step»                                                                           | 2017 | —               | One Step OST              |
| «—» позначає випуски, які не потрапили в чарти або не були випущені в цьому регіоні. |      |                 |                           |

## Фільмографія

### Фільми
| Рік  | Назва               | Роль                      | Виробництво              |
| ---- | ------------------- | ------------------------- | ------------------------ |
| 2004 | Volta               | Herself (cameo)           | Star Cinema              |
| 2004 | Bcuz of U           | April                     | Star Cinema              |
| 2005 | Can This Be Love    | Daisy                     | Star Cinema              |
| 2006 | D' Lucky Ones       | Lucky girl / Anna         | Star Cinema              |
| 2006 | Супер Нойпi         | Michie Rapisora           | Regal Films              |
| 2009 | Girlfriends         | Herself (cameo with 2NE1) | Next Entertainment World |
| 2017 | My Ex and Whys      | Herself (cameo)           | Star Cinema              |
| 2017 | One Step            | Si-hyun                   | FINECUT                  |
| 2018 | 107th Year of Night | Jay                       | YG K Plus                |
| 2018 | Cheese in the Trap  | Jang Bo-ra                | Little Big Pictures      |

### Телесеріали
| Рік  | Назва                        | Роль                        | Примітки                    |
| ---- | ---------------------------- | --------------------------- | --------------------------- |
| 2004 | Krystala                     | Kim                         |                             |
| 2004 | SCQ Reload: Ok Ako!          | Sandara Soh                 |                             |
| 2004 | Maalaala Mo Kaya: Scrapbook  | Herself                     |                             |
| 2005 | Voltes V Evolution           | Megumi Oka / Jamie Robinson | Voice-dubbed                |
| 2006 | Your Song: Everything You Do | Грала себе                  |                             |
| 2006 | Komiks Presents: Machete     | Mara                        |                             |
| 2006 | Crazy for You                | Ara                         |                             |
| 2006 | Abt Ur Luv                   | Betina                      | Cameo                       |
| 2007 | Dalawang Tisoy               | Kim Chee                    |                             |
| 2009 | The Return of Iljimae        | Rie                         |                             |
| 2009 | Style                        | Herself                     | Cameo with 2NE1 (episode 6) |
| 2014 | Моє кохання із зірки         | Herself / top actress       | Cameo (episode 21)          |
| 2014 | What's Eating Steven Yeun?   | Herself                     |                             |
| 2015 | Dr. Ian                      | Lee So-dam                  | Web drama                   |
| 2015 | We Broke Up                  | Noh Woo-ri                  | Web drama                   |
| 2015 | Продюсери                    | Herself                     | Cameo (episodes 4, 5, 12)   |
| 2015 | Missing Korea                | Ri Yeon-hwa                 | Web drama                   |
| 2016 | One More Happy Ending        | Goo Seul-ah                 | Cameo (episode 1)           |
| 2020 | Dinner Mate                  | Herself as patient          | Cameo (episode 11)          |

### Документальний фільм
| рік  | Назва                   | роль       |
| ---- | ----------------------- | ---------- |
| 2004 | My Name is Sandara Park | грала себе |

### Реаліті-шоу
| Рік  | Назва                         | Роль                 | Примітки                                                                       |
| ---- | ----------------------------- | -------------------- | ------------------------------------------------------------------------------ |
| 2004 | Star Circle Quest             | Herself (contestant) | First Runner-up                                                                |
| 2006 | Gudtaym                       | Main cast            |                                                                                |
| 2015 | Two Yoo Project Sugar Man     | Host                 | with You Hee-yeol, Yoo Jae-suk and Kim Eana                                    |
| 2016 | Pinoy Boyband Superstar       | Judge                | with Aga Muhlach, Vice Ganda and Yeng Constantino                              |
| 2017 | Get It Beauty                 | Host                 | з Лі Хані, Лі Се Йон і Кім Се Йон                                              |
| 2017 | Living Together in Empty Room | Cast member          | episodes 12–20, with Jo Se-ho and P. O                                         |
| 2017 | Relationship Appeal           | Main cast            | with Lee Hi and Lee Su-hyun                                                    |
| 2017 | All Broadcasting in the World | Fixed cast           | with Lee Kyung-kyu, Park Myeong-su, Joo Sang-wook, Lee Soo-kyung and Henry Lau |
| 2018 | Mimi Shop                     | Cast member          | with Tony An, Cheetah, Kim Jin-kyung and Shin So-yul                           |
| 2018 | Borrow Trouble                | Cast member          | with Eunhyuk, JR, Joon Park and DinDin                                         |
| 2018 | Real Man 300                  | Cast member          | «Special Warfare School» edition                                               |
| 2019 | Video Star                    | Host                 | episodes 130–present, with Park Na-rae, Kim Sook and Park So-hyun              |
| 2019 | Stage K                       | Judge / mentor       | with Jun Hyun-moo, Joon Park, Eun Ji-won and Kim Yu-bin                        |
| 2020 | Idol League: Season 3 (2020)  | Main host            | with Seo Eun-kwang                                                             |
| 2021 | Celebeauty Season 3           | MC                   | з Лі Сі Йон, DinDin, Чон Хє Сон and Hyelin                                     |
| 2025 | Be the Next: 9 Dreamers       | Main host            | [ 143 ]                                                                        |

### Вебшоу
| Рік       | Назва                        | Роль | Нотатки           | Прим.   |
| --------- | ---------------------------- | ---- | ----------------- | ------- |
| 2021      | Get It Beauty                | Host | with Кім Мінджу   | [ 144 ] |
| 2022–2023 | Sisters Who Don't Taste Rice | Host | with Park So-hyun | [ 145 ] |

### Гостя
| Рік  | Назва                   | Нотатки     | Прим.   |
| ---- | ----------------------- | ----------- | ------- |
| 2021 | 2021 Asia Song Festival | with BamBam | [ 146 ] |

## Нагороди та номінації
| Назва                       | Рік  | Категорія                                        | Номінація                              | Результат | Прим.   |
| --------------------------- | ---- | ------------------------------------------------ | -------------------------------------- | --------- | ------- |
| Asia Artist Awards          | 2023 | Popularity Award — Singer (Female)               | Sandara Park                           | Номінація | [ 147 ] |
| Elle Style Awards           | 2018 | Trend Entertainer Award                          | Sandara Park                           | Перемога  | [ 148 ] |
| Gaon Chart Music Awards     | 2020 | Song of the Year — March                         | «Spring» (Park Bom feat. Sandara Park) | Номінація |         |
| Golden Screen TV Awards     | 2005 | Best Performance by an Actress in a Leading Role | Can This Be Love                       | Номінація |         |
| Golden Screen TV Awards     | 2006 | Best Actress                                     | Sandara Park                           | Номінація |         |
| Korea First Brand Awards    | 2021 | Beauty Icon Award                                | Sandara Park                           | Перемога  | [ 149 ] |
| KWeb Festival               | 2015 | Best Actress                                     | Dr. Ian                                | Перемога  | [ 150 ] |
| KWeb Festival               | 2016 | Best Actress                                     | Missing Korea                          | Номінація |         |
| MBC Entertainment Awards    | 2017 | Best Artist Award                                | Insolent Housemates                    | Номінація |         |
| MBC Entertainment Awards    | 2017 | Best Couple Award                                | Insolent Housemates                    | Номінація | [ 151 ] |
| MBC Entertainment Awards    | 2021 | Popularity Award                                 | King of Mask Singer and I Live Alone   | Перемога  | [ 152 ] |
| Melon Music Awards          | 2019 | Best R&B/Soul Award                              | «Spring» (Park Bom feat. Sandara Park) | Номінація | [ 153 ] |
| Philippine K-pop Awards     | 2010 | Hottest Female Star                              | Sandara Park                           | Перемога  | [ 154 ] |
| Philippine K-pop Awards     | 2012 | Hottest Female Star                              | Sandara Park                           | Перемога  | [ 155 ] |
| PMPC Star Awards for Movies | 2005 | Best New Actress                                 | Bcuz of U                              | Перемога  | [ 13 ]  |
| Seoul Music Awards          | 2024 | K-pop Special Award                              | Sandara Park                           | Перемога  | [ 156 ] |
| TVCF Advertisement Awards   | 2010 | CF Model of the Year                             | Nikon                                  | Номінація |         |
| TVCF Advertisement Awards   | 2011 | CF Model of the Year                             | Etude House                            | Номінація | [ 157 ] |
| TVCF Advertisement Awards   | 2012 | CF Model of the Year                             | Etude House                            | Номінація |         |

### Інші визнання
| Організація                | Рік  | Звання                 | Прим.   |
| -------------------------- | ---- | ---------------------- | ------- |
| Korea Tourism Organization | 2015 | Plaque of Appreciation | [ 158 ] |

## Нотатки
1. ↑  «Festival» не увійшов до Circle Digital Chart, але дебютував і посів 43 місце в Circle Download Chart і 72 місце в BGM Chart..[134]